# James Aloysius O’Gorman
James Aloysius O’Gorman Sr. (ur. 5 maja 1860 w Nowym Jorku, zm. 17 maja 1943 w Nowym Jorku) – amerykański polityk, członek Partii Demokratycznej.

## Działalność polityczna
W okresie od 4 marca 1911 do 3 marca 1917 przez jedną kadencję był senatorem Stanów Zjednoczonych z Nowego Jorku (1. klasa).